# Noppijärvi
Noppijärvi är en damm i Oreälven nedanför Noppikoski i Ljusdals kommun och Orsa kommun i Dalarna och ingår i Dalälvens huvudavrinningsområde. Sjön har en area på 0,288 kvadratkilometer och ligger 321,8 meter över havet. Sjön avvattnas av vattendraget Orsälven (Oreälven).

## Delavrinningsområde
Noppijärvi ingår i det delavrinningsområde (682140-144998) som SMHI kallar för Utloppet av Noppijärvi. Medelhöjden är 426 meter över havet och ytan är 21,99 kvadratkilometer. Räknas de 64 avrinningsområdena uppströms in blir den ackumulerade arean 523,37 kvadratkilometer. Orsälven (Oreälven) som avvattnar avrinningsområdet har biflödesordning 2, vilket innebär att vattnet flödar genom totalt 2 vattendrag innan det når havet efter 414 kilometer. Avrinningsområdet består mestadels av skog (91 procent). Avrinningsområdet har 0,45 kvadratkilometer vattenytor vilket ger det en sjöprocent på 2 procent.